# هربرت جاي هوتون
هربرت جاي هوتون (بالإنجليزية: Herbert J. Hutton)‏ هو محامي وقاضي أمريكي، ولد في 26 نوفمبر 1937 في فيلادلفيا في الولايات المتحدة، وتوفي في 8 أبريل 2007 في وينوود ‏ في الولايات المتحدة.